# Submarino U-32 (S182)
El U-32 (S182) es el segundo submarino del Tipo 212A de la marina alemana.

## Desarrollo
Fue construido por TKMS en los astilleros de Thyssen Nordseewerke de Emden y Howaldtswerke en Kiel. El bautismo tuvo lugar el 4 de diciembre de 2003, y el submarino fue puesto en servicio, junto con su nave hermana U-32 por el  Ministro de Defensa alemán, Peter Struck, en Eckernförde el 19 de octubre de 2005. El U 31 es impulsado por un  motor diésel y un motor eléctrico impulsado por nueve celdas de combustible, lo que lo hace prácticamente indetectable . Es el primer submarino no nuclear que puede pasara navegando por dos semanas continuadas sumergido.